# Alberto Aquilani
Alberto Aquilani (* 7. Juli 1984 in Rom) ist ein ehemaliger italienischer Fußballspieler und heutiger -trainer.

## Spielerkarriere

### Im Verein
Alberto Aquilani stammt aus der Jugend der AS Rom, wo er maßgeblich von Bruno Conti geprägt wurde. Sein Debüt in der Ersten Mannschaft gab er am 10. Mai 2003 gegen Torino Calcio. In der Saison 2003/04 spielte er leihweise bei der US Triestina in der Serie B. Nach seiner Rückkehr zur Roma entwickelte sich Aquilani zum Stammspieler im Mittelfeld und wurde mit dem Klub dreimal italienischer Vize-Meister und zweimal Coppa-Italia-Sieger.
Im August 2009 wechselte Aquilani für eine Ablösesumme von 20 Millionen Euro zum englischen Premier-League-Klub FC Liverpool. Am 15. März 2010 schoss er sein erstes Tor in der Premier League gegen den FC Portsmouth. Im Halbfinal-Rückspiel der UEFA Europa League gegen Atlético Madrid erzielte er das 1:0 und ermöglichte somit eine Verlängerung; der FC Liverpool schied dennoch aus.
Nachdem Aquilani in Liverpool die Erwartungen, den zu Real Madrid abgewanderten Leistungsträger Xabi Alonso zu ersetzen, nicht erfüllen hatte können, wechselte er am 21. August 2010 auf Leihbasis für eine Saison zu Juventus Turin. In der Sommerpause 2011 ging er zur AC Mailand. Er unterschrieb einen Dreijahresvertrag bis zum 30. Juni 2014, wurde aber zunächst für eine Saison ausgeliehen. Sein erstes Spiel bestritt Aquilani am 2. Spieltag der Saison am 9. September 2011 beim 2:2 gegen Lazio Rom. Sein erstes Tor für Milan schoss er am 3. Spieltag zum 1:0 bei der 1:3-Niederlage gegen die SSC Neapel.
Zur Saison 2012/13 wechselte Aquilani zur AC Florenz. Er unterschrieb einen Dreijahresvertrag bis zum 30. Juni 2015. Im August 2015 ging Aquilani ablösefrei zu Sporting Lissabon, für die er in seiner ersten Saison in 19 Partien drei Treffer erzielte. Im August 2016 wechselte er zum italienischen Aufsteiger Delfino Pescara 1936. Im Januar 2017 wurde an den Ligakonkurrenten US Sassuolo Calcio verliehen.
Im Sommer 2017 wechselte Aquilani zur UD Las Palmas, wo er einen Zwei-Jahres-Vertrag unterschrieb. Nachdem Las Palmas am Ende der Saison 2017/18 abgestiegen war, wurde auch der Vertrag von Aquilani aufgelöst. Am 28. Juni 2019 gab er sein Karriereende bekannt, nachdem er eine Spielzeit lang ohne Verein war.

### In der Nationalmannschaft
Alberto Aquilani durchlief die italienischen Jugend-Nationalmannschaften seit der U-15 und absolvierte insgesamt 65 Junioren-Länderspiele für den italienischen Verband. 2003 wurde er mit der italienischen U-19-Auswahl in Liechtenstein Europameister.
Nach der Weltmeisterschaft 2006 wurde Aquilani von Roberto Donadoni erstmals in die A-Nationalmannschaft berufen. Er debütierte am 15. November 2006 beim 1:1 gegen die Türkei. Er gehörte auch zum Kader Italiens für die Europameisterschaft 2008 in Österreich und der Schweiz, bei der er im Viertelfinale gegen den späteren Europameister Spanien nach Elfmeterschießen ausschied.
Nachdem Aquilani die WM 2010 und die EM 2012 verpasste, obwohl er regelmäßig zum Aufgebot der Squadra Azzurra gehörte, nahm er am Confed Cup 2013 sowie der WM 2014 teil. Am 18. November 2014 absolvierte er gegen Albanien sein letztes Länderspiel.

## Trainerkarriere
Aquilani begann seine Trainertätigkeit bei der AC Florenz, als er 2019 die U18-Mannschaft übernahm. Kurz darauf wurde er Co-Trainer von Giuseppe Iachini, als dieser das Serie-A-Team übernahm. Ab Sommer 2020 übernahm er für drei Jahre die U19 der Fiorentina. Seit 2023 trainiert er den Pisa Sporting Club.

## Erfolge
Als Nationalspieler
- U-19-Europameister: 2003
- Dritter des Confed-Cups: 2013

Mit seinem Verein
- Italienischer Vize-Meister: 2005/06, 2006/07, 2007/08
- Italienischer Pokalsieger: 2006/07, 2007/08
- Italienischer Supercupsieger: 2007
- Portugiesischer Fußball-Supercup: 2015

Auszeichnungen
- Aufnahme in die Mannschaft des Turniers der U-21-Europameisterschaft 2007